# Chartographa tigrinata
Chartographa tigrinata är en fjärilsart som beskrevs av Hugo Theodor Christoph 1881. Chartographa tigrinata ingår i släktet Chartographa och familjen mätare. Inga underarter finns listade i Catalogue of Life.